# Александра Свиленова
Александра Свиленова е българска актриса. Тя е известна с ролята си на Величка Маркова – Лита в биографичната спортна драма „Гунди – Легенда за любовта“.

## Биография
Свиленова е родена на 14 май 2002 г. в град София, Република България.
През 2021 г. кандидатства в НАТФИЗ „Кръстю Сарафов“ със специалност „Актьорско майсторство за драматичен театър“ в класа на проф. Ивайло Христов.
През лятото на 2024 г. дебютира в киното с ролята си на Величка Маркова – Лита, съпругата на футболиста Георги Аспарухов в биографичния филм „Гунди – Легенда за любовта“ на режисьора Димитър Димитров и продуцентите Иван Христов и Андрей Арнаудов, където си партнира с Павел Иванов, който играе едноименния футболист.